# Măureni
Măureni é uma comuna romena localizada no distrito de Caraș-Severin, na região de Banato. A comuna possui uma área de 99.27 km² e sua população era de 2677 habitantes segundo o censo de 2007.